# بییا د بس
بییا د بس دهستانی در استان آلباستهٔ اسپانیا است.
در این دهستان ۶۷ نفر زندگی می‌کنند. مساحت این دهستان ۵۷٫۶۰ کیلومتر مربع است.